# المالو (ماه‌نشان)
المالو یک روستا در ایران است که در دهستان ماه‌نشان واقع شده‌است. المالو ۴۲۶ نفر جمعیت دارد.